# Ewa Sławińska-Dahlig
Ewa Sławińska-Dahlig (ur. w 1979 w Kutnie) – polska muzykolog, doktor nauk humanistycznych; Dyrektor Generalny Towarzystwa im. Fryderyka Chopina. 

## Życiorys
Absolwentka Instytutu Muzykologii na Uniwersytecie Warszawskim (2003). Stypendystka programu Socrates-Erasmus w Musikvidenskabeligt Institut Københavns Universitet w Danii (2002/03); stypendystka Ministra Kultury i Dziedzictwa Narodowego (stypendium twórcze; 2009, 2014, 2018). Przeprowadziła specjalistyczne badania źródłowe nad życiem i twórczością wybitnego ucznia Fryderyka Chopina – Adolpha Gutmanna, któremu poświęciła swoją pracę doktorską napisaną na Wydziale Historycznym UW, pod kierunkiem prof. dr hab. Ireny Poniatowskiej. Tytuł doktora nauk humanistycznych (specjalność: nauki o sztuce) uzyskała w czerwcu 2017 roku na podstawie dysertacji pt. Adolphe Gutmann w kręgu uczniów i przyjaciół Fryderyka Chopina. Działalność artystyczna i udział w życiu muzycznym Europy XIX wieku. Aktualnie prowadzi badania archiwalno-źródłowe nad kolejnym uczniem Chopina – Karolem Mikulim.
Współpracowała z Fundacją Wydania Narodowego Dzieł Fryderyka Chopina, Narodowym Instytutem Fryderyka Chopina. Autorka kilku książek, redaktor, korektor, autorka kilkudziesięciu artykułów naukowych i popularnonaukowych o tematyce chopinologicznej i etnomuzykologicznej. Od 2018 r. redaktor naczelny wznowionej serii "Rocznik Chopinowski", periodyku wydawanego przez Towarzystwo im. Fryderyka Chopina (1956-2001, 2018-).
Laureatka nagród w dziedzinie upowszechniania i ochrony dóbr kultury za szczególne zaangażowanie w pracę na rzecz kultury (Nagroda Marszałka Województwa Łódzkiego za osiągnięcia zawodowe, 2007, 2018; Nagroda Marszałka Województwa łódzkiego w kategorii „Osobowość”, 2013).
Animator kultury, badacz muzyki tradycyjnej Polski środkowej, członek jury konkursów i festiwali, jako instruktor związana z Łódzkim Domem Kultury w Łodzi (2003-2020). 
Należy do Towarzystwa im. Fryderyka Chopina, Związku Kompozytorów Polskich (Sekcja Muzykologów) oraz Polskiego Towarzystwa Ludoznawczego. Członek Zarządu Towarzystwa im. F. Chopina (kadencja 2016-2021), od 1 marca 2020 roku pełni funkcję Dyrektora Generalnego Towarzystwa im. F. Chopina
Chętnie podejmuje działania społeczne na rzecz polskiej kultury i historii (m.in. włączyła się w obchody Roku Cichociemnych - 2016 na rzecz Fundacji im. Cichociemnych Spadochroniarzy Armii Krajowej).

## Publikacje

### Książki
- Chopin w Sannikach. Konteksty historyczno-kulturowe, Sanniki 2007, 2009; wersja angielska: Chopin in Sanniki. Historical and cultural contexts, tłum. John Comber, Sanniki 2007.
- Polska Chopina. Przewodnik po miejscach związanych z pobytem kompozytora, Warszawa 2007; współautor Marita Albán Juárez; wersja angielska: Chopin's Poland. A guidebook to places associated with the composer, tłum. i red. John Comber, Warsaw 2008; wersja hiszpańska: La Polonia de Chopin. Guía ilustrada de los lugares relacionados con el compositor, tłum. José Andrés Albán Juárez, Varsovia 2011.
- Adolphe Gutmann – ulubiony uczeń Chopina, słowo wstępne Jan Ekier, redakcja Zbigniew Skowron, Warszawa 2013.

### Artykuły (wybór)
- Muzyka jest cudem. Z Bohdanem Pociejem rozmawia Ewa Sławińska, „Podkowiański Magazyn Kulturalny”, Podkowa Leśna 2002 nr 4 (38), s. 18-21.
- Sprawozdanie z konferencji „Filozofia muzyki”, „Przegląd Muzykologiczny”, Rocznik Instytutu Muzykologii UW, Warszawa 2003 nr 2, s. 173-179, współautor: Tomasz Baranowski.
- Z krainy Andersena [tekst o duńskiej kulturze i folklorystyce], Pismo folkowe „Gadki z chatki”, Lublin 2003 nr 47, s. 24-26.
- W Borkach [relacja z Europejskiego Festiwalu Folklorystycznego „Pilica 2003”], Pismo folkowe „Gadki z chatki”, Lublin 2003 nr 45/46, s. 54-55.
- Wspomnienie o Stefanie Winnickim, „Twórczość Ludowa”, Lublin 2003 nr 1-2 (54), s. 32.
- Monografia wielkości [recenzja książki Bohdana Pocieja: Wagner], „Twoja Muza” 2004 nr 5, s. 83.
- Muzyka Adwentu [recenzja książki Piotra Dahliga: Muzyka Adwentu. Mazowiecko-podlaska tradycja gry na ligawce, Warszawa 2003], „Twórczość Ludowa” 2004 R. XIX nr 1-2 (57), s. 47.
- Świadomość „piękna” i „ładności” w wypowiedziach muzyków ludowych z Polski centralnej, „Przegląd Muzykologiczny”, Rocznik Instytutu Muzykologii UW, Warszawa 2004 nr 3, s. 69-79.
- Analytical Perspectives on the Music of Chopin. Red. Artur Szklener. Warszawa 2003. Narodowy Instytut Fryderyka Chopina [recenzja książki], „Muzyka” 2005, vol. 50, nr 3 (198), s. 168-170.
- Bliskość muzyki [recenzja książki Bohdana Pocieja: Bycie w muzyce: próba opisania twórczości Henryka Mikołaja Góreckiego] „Nowe Książki” 2006 nr 3, s. 8-9.
- Bohdan Pociej [biogram], „Nowe Książki” 2006 nr 3, okładka.
- Metafizyczne pocieszenie. Z Bohdanem Pociejem rozmawia Ewa Sławińska-Dahlig, „Nowe Książki” 2006 nr 3, s. 4-7.
- Sanniki i Chopin – panorama historyczna, w: Rocznik gostyniński. Regionalne pismo naukowe, t. I, Gostynin: Gostynińskie Towarzystwo Kulturalno-Naukowe 2007, red. Jarosław Domagała, s. 163-182.
- Postać śpiewaka w ludowych obrzędach pogrzebowych Polski Środkowej, w: Muzyka religijna – między epokami i kulturami, t. I, red. Krystyna Turek, Bogumiła Mika, Katowice: Wydawnictwo Uniwersytetu Śląskiego 2008, s. 22-31.
- Andrzej Bieńkowski [biogram], „Nowe Książki” 2008 nr 3, okładka.
- Między pamięcią, twórczością i manipulacją, „Nowe Książki” 2008 nr 9, współautor: Piotr Dahlig.
- Nikt mi nie przybył. Z profesorem Andrzejem Bieńkowskim rozmawiają Małgorzata Borczak i Ewa Sławińska-Dahlig, „Nowe Książki” 2008 nr 3, s. 4-11.
- Muzyka jest sztuką romantyczną [recenzja książki Bohdana Pocieja: Romantyzm bez granic], „Nowe Książki” 2009 nr 6, s. 37.
- The funeral singer in central Poland, w: Traditional Musical Cultures in Central-Eastern Europe. Ecclesiastical and folk transmission, red. Piotr Dahlig, tłum. John Comber, Warsaw: University of Warsaw: Institute of Musicology, Warsaw Learned Society, Polish Academy of Sciences: Institute of Art 2009, s. 327-339, streszczenie w jęz. polskim: s. 340-343.
- Chopin w oczach Fontany [recenzja książki Magdaleny Oliferko: Fontana i Chopin w listach], „Nowe Książki” 2010 nr 5, s. 11-12.
- Związki Chopinów z Ziemią Dobrzyńską [recenzja książki Piotra Mysłakowskiego: Ziemia Dobrzyńska w życiu rodziny Chopinów], „Nowe Książki” 2010 nr 10, s. 57.
- Kiedy przejrzał „ślepy Mazur”. Kilka uwag o dacie urodzenia Chopina, współautor: Piotr Mysłakowski, „Ruch Muzyczny” 2010 nr 14, s. 36-38, Historiozofia muzyczna Bohdana Pocieja, „Ruch Muzyczny” 2011 nr 19, s. 8-9.
- Inicjator kultu Chopina [recenzja książki Grzegorza Wiśniewskiego: Bałakiriew w Warszawie i Żelazowej Woli], „Nowe Książki” 2011 nr 6, s. 69. Przedruk: Эва Славинская-Далиг, Инициатор культа Шопена, „Новая Польша” [Nowaja Polsza] 2011 nr 10.
- „Tyle rzeczy za piórem zostaje” [recenzja książki: Korespondencja Fryderyka Chopina z George Sand i z jej dziećmi pod. red. Z. Skowrona], „Nowe Książki” 2011 nr 6, s. 46-47.
- Surowa spontaniczność i folklor rekonstruowany, „Twórczość ludowa” 2011 nr 1-4, s. 4-5.
- Wprowadzenie, w: Bohdan Pociej, Polskość Chopina, Warszawa 2012, s. 5-9.
- Bohdan Pociej jako pisarz i myśliciel, w: Bohdan Pociej, Polskość Chopina, Warszawa 2012, s. 259-288.
- Uczennica Chopina? [nt. Julii von Wocher], „Ruch Muzyczny” 2012 nr 2, s. 31.
- „Cadenza con fuoco” Adolphe’a Gutmanna, w: Jan Ekier – artysta stulecia – w darze Chopinowi, red. Irena Poniatowska, Warszawa 2013, s. 363-366.
- Nieśmiertelne dzieło. O Janie Ekierze, „Ruch Muzyczny” 2014 nr 9, s. 10-11.
- Kontrowersje wokół serca Chopina, „Ruch Muzyczny” 2014 nr 10, s. 92-94.
- Tellefsen, „Ruch Muzyczny” 2014 nr 10, s. 90-92.
- Podsumowanie Roku Oskara Kolberga, „Ruch Muzyczny” 2015 nr 4, s. 96-97.
- Szkic o Chopinie Bernharda Stavenowa (1880), „Przegląd Muzykologiczny” 2015, nr 10, s. 225–255 (streszczenie w języku angielskim, s. 232; oryginalny tekst źródłowy w języku niemieckim, s. 234–255).
- O odczytywaniu polskości, w: "Muzyka w mieście" 2015, nr 10, s. 14-16.
- Od barci do ula: początki pszczelarstwa na ziemiach polskich, w: Krzysztof Hejke, Ostatni bartnicy Europy, których spotkałem, Warszawa 2017, s. 28-33.
- Adolf Gutmann as a Pianist-Composer and as a Friend of Fryderyk Chopin, w: Chopin 1810-2010. Ideas - Interpretations - Influence. The Third International Chopin Congress, Warszaw 25 February to 1 March 2010, t. I, red. Irena Poniatowska, Zofia Chechlińska, The Fryderyk Chopina Institute (NIFC), Warszawa 2017, s. 79-85.
- Michał Ogiński, Wojciech Albert Sowiński, Tadeusz Joteyko, w: Muzycy dla Niepodległej, red. Bożena Kowaliszyn-Jabłońska, Fundacja "Rodzice Szkole", Warszawa 2018, s. 35-41, 101-108, 255-261.

### Redakcje
- Piotr Dahlig, Muzyka Adwentu. Mazowiecko-podlaska tradycja gry na ligawce, Warszawa 2003, współpraca redakcyjna.
- Danuta Dębska, Pieśni rawskie, Łódź 2011 [antologia 140 pieśni z regionu Mazowsza Rawskiego z analizą], redakcja i wprowadzenie.
- Chopin w krytyce muzycznej (do I wojny światowej). Antologia, red. Irena Poniatowska, Warszawa 2011; redakcja pomocnicza.
- Bohdan Pociej, Polskość Chopina, Warszawa 2012; redakcja.
- Adam Czartkowski, Zofia Jeżewska, Fryderyk Chopin, Warszawa 2013; redakcja merytoryczna, wprowadzenie „Od redaktorów”, współredaktor: Piotr Mysłakowski, s. 5-6.
- Jan Ekier – artysta stulecia – w darze Chopinowi, red. Irena Poniatowska, Warszawa 2013; współpraca redakcyjna.
- Redakcje bookletów płyt CD (NIFC 2013; z serii „Muzyka czasów Chopina”, F. Dobrzyński, F. Lessel, wyk. H. Shelley, Concerto Köln).
- Bożena Schmid-Adamczyk, Dziedzictwo Fryderyka Chopina. Kolekcja Boutroux-Ferra w Valldemossie, (MKiDN, seria "Poza Krajem"), Warszawa 2015; redakcja naukowa i uzupełnienie.
- Jerzy Miziołek, Teatr Wielki w Warszawie / The Grand Theatre in Warsaw, Warszawa 2015.

### Publikacje w wydawnictwach płytowych
- Tradycje muzyczne Polski Środkowej, CD 1. Opoczyńskie, Rawskie, Łowickie, CD 2. Łęczyckie, Sieradzkie, Wieluńskie. Łódź: Łódzki Dom Kultury 2007 [nagrania dokumentacyjne z lat 2003-2007; nagrania, wybór i opracowanie, w tym komentarz w booklecie].
- Fryderyk Chopin na Kujawach i Ziemi Dobrzyńskiej Śladami Chopina [komentarz w booklecie], w: DVD, Bydgoszcz: Filharmonia Pomorska 2008, s. 4-6, tłum. na jęz. ang., s. 6-8.
- Adolf Gutmann [komentarz w booklecie], w: Hubert Rutkowski: Pupils of Chopin, CD, Naxos 2010.
- Chopin, Yulianna Avdeeva [komentarz w booklecie], „Czarna seria” NIFC 2013.
- Chopin, Ewa Pobłocka [komentarz w booklecie], “Biała seria” NIFC 2013.
- Fryderyk Chopin, Pejzaż [komentarz w booklecie] w: Maria Ludwika Gabryś, fortepian historyczny, Broadwood z 1846 r., Chrzęstne 2017.